# Зграда у ул. Браће Радића бр. 74 у Суботици
Зграда у ул. Браће Радића бр. 74 у Суботици је подигнута 1902. године, према пројекту архитекте П. Беранека, за потребе Јаноша Браухлера, столара и индустријалца дрветом. Представља заштићено непокретно културно добро као споменик културе.

## Опис
Грађена је у стилу зрелог историцизма, необарокне стилске оријентације. Грађевина представља типичан пример грађанске архитектуре какву је прихваћао богати грађански слој на прекретници векова и првих деценија 20. века. То је приземни стамбено пословни објекат у низу, извучен на регулациону линију улице са основом у облику ћириличног слова "Г". Улични крак је обострано, од центрлно постављеног сувог пролаза, имао по два двособна стана, а у дворишном крилу је била столарска радионица.
Улична фасада је симетрично конципована, са централно постављеном колском капијом. Изнад капије, у централној кровној зони је равна, широка атика, која је пројектом била намењена за натпис фирме, а на врху су четири декоративне вазе. Изнад врата у надсветлу је као декоративни елемент постављена барокна шкољка подржавана јонским завијуцима. Канелирани пиластри на уличним фасадама маркирају поља у којима су смештена по два лучно засведена прозора. Испод је балустрада а изнад је сконцентрисана пластична декорација. У поткровљу се ритмично нижу конзоле а кров је двосливан покривен бибер црепом.